# Wilhelm Kürschner

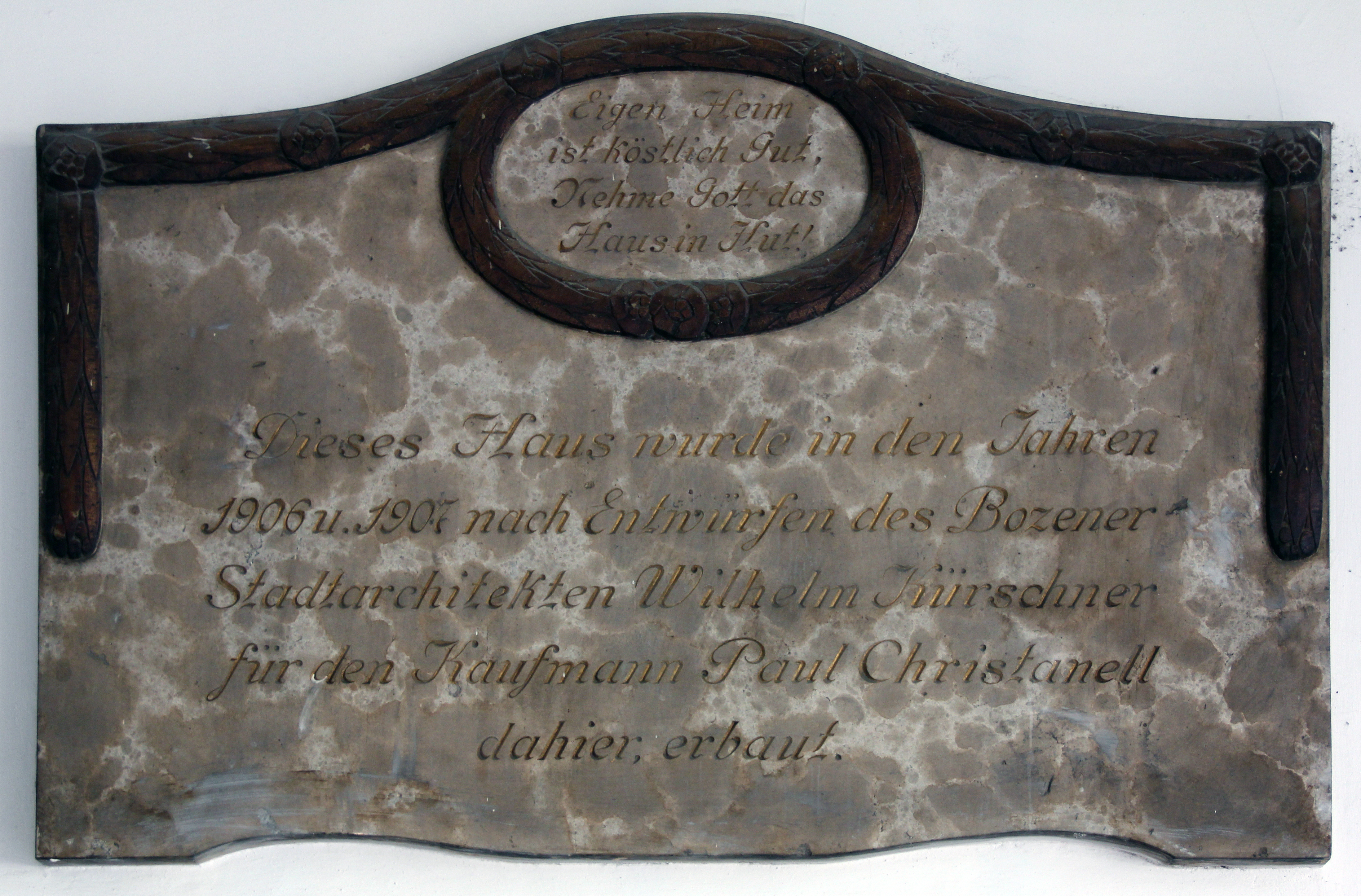
Gedenktafel am Haus, Bahnhofsallee 7, in Bozen

Wilhelm Kürschner (* 28. Juli 1869 in Liebenau in Sachsen; † 9. Februar 1914 in Gries bei 
Bozen) war ein Baumeister des Historismus. Er war von 1901 bis 1908 Stadtbaumeister in Bozen.
Wilhelm Kürschner war als Maurerlehrling 1884/85 in Sonnenstein tätig, als Bautechniker 1889 in Dresden, als Architekturzeichner 1892–1896 in Augsburg und München. 1899/1900 übernahm er als Vertreter von Martin Dülfer die Bauleitung des Meraner Stadttheaters. 1901 wurde er in Bozen zum Stadtbaumeister ernannt. Unter seiner Leitung wurde im Zuge der von Sebastian Altmann begonnenen Stadterweiterung 1907 die Defreggerstraße (heute Leonardo-da-Vinci-Straße) zur Goethestraße durchbrochen.

## Bauwerke
- 1901–1905 Bau des Bozner Stadtmuseums (nach Plänen des akademischen Malers Alois Delug)
- 1903–1904 Reform-Realgymnasium (heute Mittelschule „Josef von Aufschnaiter“)
- 1904–1907 Bau des Rathauses der Stadt Bozen am Rathausplatz (geplant vom Münchner Carl Hocheder)
- 1904–1907 Sparkassengebäude in der Sparkassenstraße (1938/39 umgebaut)
- 1906–1908 Hotel Zentral (heute „Forst“)
- 1906–1908 Franz-Joseph-Mädchenschule (heute Goetheschule)
- 1907–1909 Kolonnadenhof beim Durchbruch der heutigen Leonardo-da-Vinci-Straße